# Gabriel Vanel
Gabriel Marie Étienne Vanel  (* 12. Januar 1925 in Ampuis, Frankreich; † 1. März 2013) war Erzbischof von Auch.

## Leben
Gabriel Vanel studierte Philosophie und Theologie an der Institution Notre-Dame-de-l'Argentière in Oullins und am Großen Priesterseminar Saint-Irénée in Lyon. Er empfing am 29. Juni 1949 die Priesterweihe und war Vikar im Erzbistum Lyon. Er war Kaplan in der 27e division alpine in Tizi Ouzou, Algerien und von 1964 bis 1970 französischer Militärseelsorger in Deutschland. 
Papst Paul VI. ernannte ihn am 21. April 1970 zum Titularbischof von Rota und zum Militärvikar des Französischen Militärordinariates. Die Bischofsweihe spendete ihm der Bischof von Bayeux, Jean Badré, am 13. Juni desselben Jahres; Mitkonsekratoren waren Jean-Paul-Marie Vincent, Bischof von Bayonne, und Franz Hengsbach, Bischof von Essen. Am 12. Februar 1983 trat er von seinem Amt als Vikar zurück und übernahm die Leitung von San Luigi dei Francesi in Rom. 
Papst Johannes Paul II. ernannte ihn am 21. Juni 1985 zum Erzbischof von Auch und nahm am 1. März 1996 sein Rücktrittsgesuch an.